# Milorci
Milorci (izvirno srbsko Милорци) je naselje v Srbiji, ki upravno spada pod Občino Ub; slednja pa je del Kolubarskega upravnega okraja.

## Demografija
V naselju živi 311 polnoletnih prebivalcev, pri čemer je njihova povprečna starost 39,2 let (37,4 pri moških in 41,1 pri ženskah). Naselje ima 120 gospodinjstev, pri čemer je povprečno število članov na gospodinjstvo 3,39.
To naselje je, glede na rezultate popisa iz leta 2002, večinoma srbsko.
|  |

| Demografija | Demografija     | Demografija     |
| Leto        | Št. prebivalcev | Št. prebivalcev |
| ----------- | --------------- | --------------- |
|             |                 |                 |
|             |                 |                 |
|             |                 |                 |
|             |                 |                 |
| 1948        | 369             |                 |
| 1953        | 382             |                 |
| 1961        | 398             |                 |
| 1971        | 322             |                 |
| 1981        | 399             |                 |
| 1991        | 410             | 388             |
| 2002        | 446             | 407             |
|             |                 |                 |

| Etnična sestava po popisu iz leta 2002 | Etnična sestava po popisu iz leta 2002 | Etnična sestava po popisu iz leta 2002 | Etnična sestava po popisu iz leta 2002 | Etnična sestava po popisu iz leta 2002 |
| -------------------------------------- | -------------------------------------- | -------------------------------------- | -------------------------------------- | -------------------------------------- |
| Srbi                                   | Srbi                                   |                                        | 405                                    | 99,50%                                 |
| Črnogorci                              | Črnogorci                              |                                        | 1                                      | 0,24%                                  |
| Rusi                                   | Rusi                                   |                                        | 1                                      | 0,24%                                  |
| Neznano                                | Neznano                                |                                        | 0                                      | 0,0%                                   |